# Konkona Sen Sharma

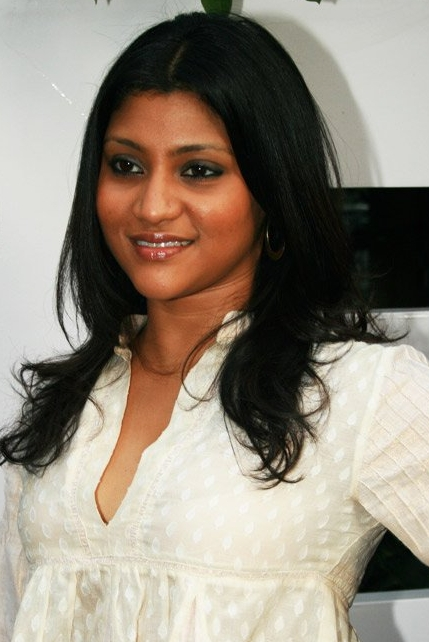
Konkona Sen Sharma

Konkona Sen Sharma (Bengalisch: কঙ্কনা সেন শর্মা, Kaṅkanā Sen Śarmā; * 3. Dezember 1979 in Kolkata, Westbengalen) ist eine indische Schauspielerin.

## Biografie
Konkona Sen Sharma entstammt einer bengalischen Familie, die in der Filmbranche tätig ist. Ihr Großvater Chidananda Dasgupta ist Filmkritiker, Autor und einer der Mitgründer der Calcutta Film Society, ihre Mutter ist die Schauspielerin und Regisseurin Aparna Sen.
Ihr eigentliches Filmdebüt hatte sie 2000 in Ek Je Aachhe Kanya, davor trat sie lediglich sporadisch als Kinderdarstellerin auf. Nach einem Auftritt in einem Film von Rituparno Ghosh wurde sie einem weiten Publikum durch ihre Rolle in Mr. and Mrs. Iyer (2002) unter der Regie ihrer Mutter bekannt. Sen Sharma spielt eine junge tamilischen Frau, die einen ihr fremden Muslim vor hinduistischen Fanatikern rettet, indem sie ihn als ihren Mann ausgibt. Ihre schauspielerische Leistung brachte ihr einen National Film Award als beste Hauptdarstellerin. Die nachfolgenden Filme Page 3 und 15 Park Avenue gewannen ihr erneut Kritikerlob und Preise. In 15 Park Avenue spielt sie eine schizophrene Frau, die Rolle ihrer fürsorgenden Schwester übernahm Shabana Azmi. Ihren endgültigen Durchbruch, auch im deutschsprachigen Raum, erlangte sie 2007 mit einer Hauptrolle in Laaga Chunari Mein Daag – Der Weg einer Frau an der Seite von Rani Mukerji, sowie Abhishek Bachchan, Jaya Bachchan und Anupam Kher.
Anfang 2007 wurde Konkona Sen Sharma für ihre Nebenrolle in Omkara (2006) mit einem Filmfare Award ausgezeichnet. Ihre jüngste Hauptrolle spielte sie in Traffic Signal (2007).
Seit dem 3. September 2010 ist sie mit ihrem Co-Star Ranvir Shorey verheiratet. Am 15. März 2011 gebar sie einen Sohn im South Mumbai Hospital.
Laut einem 2022 veröffentlichtem Interview identifiziert sich Sharma "nicht als eine Frau, sondern als komplett geschlechtsneutral".

## Auszeichnungen

### National Film Award
- 2002: Beste Hauptdarstellerin – Mr. and Mrs. Iyer
- 2006: Beste Nebendarstellerin – Omkara

### Filmfare Award
- 2007: Beste Nebendarstellerin – Omkara

### Zee Cine Award
- 2006: Bestes Debüt – Page 3
- 2007: Beste Nebendarstellerin – Omkara

## Filmografie
- 1983: Indira
- 1989: Picnic
- 1994: Amodini
- 2000: Ek Je Aachhe Kanya
- 2002: Mr. and Mrs. Iyer
- 2002: Titli
- 2004: Chai Pani Etc.
- 2005: Page 3
- 2005: 15 Park Avenue
- 2005: Amavas
- 2005: Amu
- 2006: Meridian
- 2006: Gulel
- 2006: Karkat Rashi
- 2006: Deadline: Sirf 24 Ghante
- 2006: Omkara
- 2006: Yun Hota To Kya Hota
- 2006: Mixed Doubles
- 2006: Dosar

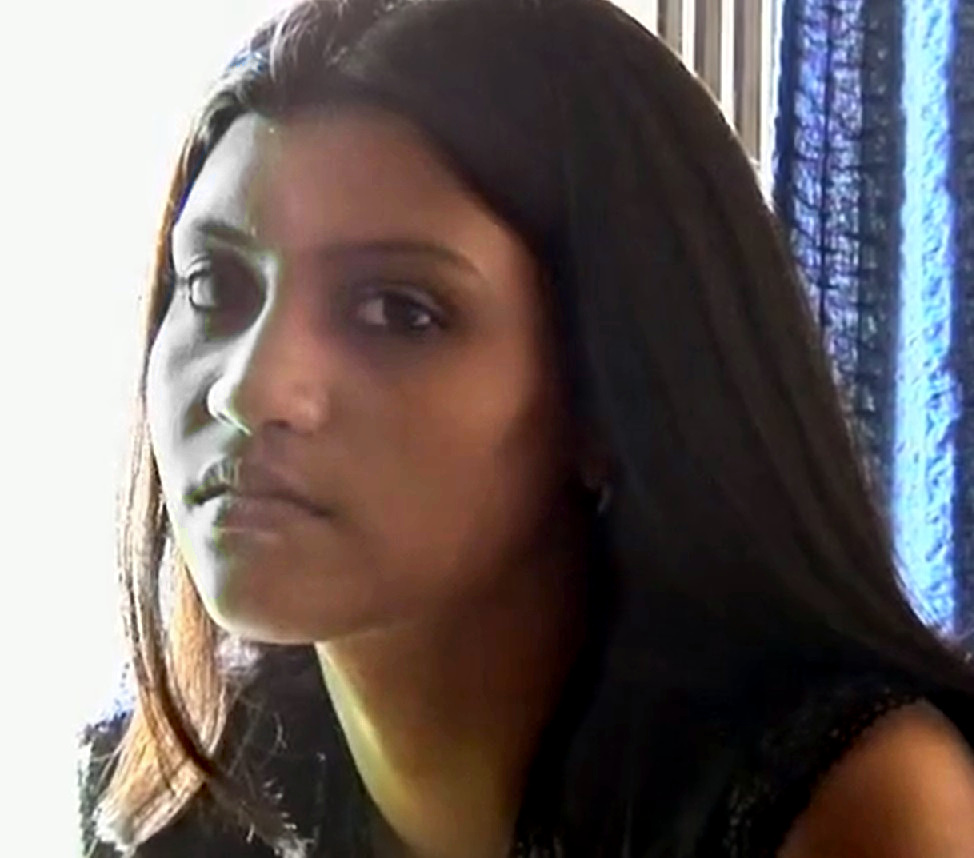
Sen Sharma 2012

- 2007: Metro: Die Liebe kommt nie zu spät (Life in a Metro)
- 2007: Laaga Chunari Mein Daag – Der Weg einer Frau (Laaga Chunari Mein Daag)
- 2007: Aaja Nachle – Komm, tanz mit mir (Aaja Nachle)
- 2007: Traffic Signal
- 2009: Luck by Chance – Liebe, Glück und andere Zufälle
- 2009: Waku Up Sid
- 2010: Atithi Tum Kab Jaoge? – Lieber Gast, wann gehst du wieder? (Atithi Tum Kab Jaoge?)
- 2010: Right Yaa Wrong
- 2010: Mirch
- 2011: 7 Khoon Maaf
- 2011: Iti Mrinalini
- 2013: Shunyo Awnko
- 2013: Goynar Baksho
- 2013: Ek Thi Daayan
- 2013: Blind Night
- 2013: Gaur Hari Dastaan
- 2013: Sunglass / Taak Jhaank
- 2013: Shesher Kabita
- 2014: Saari Raat